# Dipsosphecia obesa
Dipsosphecia obesa is een vlinder uit de familie van de wespvlinders (Sesiidae). De wetenschappelijke naam van de soort is voor het eerst geldig gepubliceerd door Lederer.